# Stumpffia analamaina
Stumpffia analamaina – naziemny, słodkowodny gatunek płaza bezogonowego z rodziny wąskopyskowatych (Microhylidae). Występuje endemicznie na północno-zachodnim Madagaskarze – w ściółce lasów liściastych na liczącym 10 km² terenie między Antsohihy i Mandritsara oraz w Parku Narodowym Ankarafantsika. Jest krytycznie zagrożony wyginięciem z powodu zaniku siedlisk na skutek rozwoju infrastruktury i ekspansji terenów uprawnych.